# Giresun
Giresun o Cerasunt (grec: Κερασούντα, Kerasunda; grec antic: Κερασοῦς, Kerasûs) és una ciutat de Turquia a la costa de la mar Negra, a l'oest de Trebisonda, amb uns vuitanta mil habitants. És la capital de la província de Giresun, amb 6.965 km² i uns cinc-cents cinquanta mil habitants.

## Història
Cerasunt fou una important ciutat de la costa de l'anomenat pont Polemoníac, entre Amisos i Trapezunt. Segons el Periple de Pseudo-Escílax, en aquest lloc hi va haver una colònia de Sinope de nom de Quèrades (grec antic: Χοιράδες, Khoirades), però ja havia desaparegut al segle i aC. A Quèrades van arribar els deu mil de Xenofont després de la seva retirada de Pèrsia. En algun moment aparegué, una mica més a l'est, la ciutat de Cerasunt, sovint confosa pels antics autors amb Quèrades. Cerasunt és derivat del mot κερασός 'cirera' amb el sufix -όεις, referit a l'abundància d'un element; segons altres propostes, el primer element podria ser també el mot κέρας, 'banya'.
Probablement fou refundada per Farnaces del Pont, avi de Mitridates VI Eupator, sota el nom de Farnacea. Mitridates hi va tenir el seu harem durant les guerres contra Roma. Fou poblada amb gent de la veïna Cotiora, i estava fortament fortificada. El treball del material de les mines de ferro dels veïns càlibes li van donar prosperitat.
No obstant això, el nom original finalment prevalgué. El nom turc, Giresun, és derivat del grec Cerasunt.

#### Període de les gabelles turques i otomà
El 1397, Giresun va ser conquerida pels cabdills Turcmans Emir oğlu Süleyman Bey i Pir Kadem Çakır Bey. En els anys posteriors, després de la conquesta de l'Imperi de Trebisonda pels otomans el 1461, Giresun va passar a estar sota el domini de l'Imperi Otomà. Als registres fiscals del segle XVI, Giresun i les seves poblacions circumdants (Koyulhisar / Büyükliman / Vakfıkebir) apareixen com a Província de Çepni. Després del període de les gabelles (1461), Giresun, que havia passat a formar part de la Província de Trebisonda de l'Imperi Otomà, va ser fusionada amb les prefectures d'Ordu, Tirebolu i Görele el 1920 per formar el Govern de Giresun. El 1923 va ser reconeguda com a província.

## Cultura i gastronomia
Giresun té una cuina tìpica de la Mar Negra, amb el ús abundant de peixos.
Giresun és coneguda especialment per les seves avellanes a nivell internacional, símbol de la ciutat. L'especialització productiva en les avellanes es pot explicar històricament. Durant el segle XIX, quan es produeix l'expansió comercial d'Europa, es busquen els millors productes primaris, entre ells l'alimentació. Aquest fet més les capitulacions otomanes favorables als mercaders europeus van trobar un brou de cultiu per l'expansió del que aleshores era un mercat local.

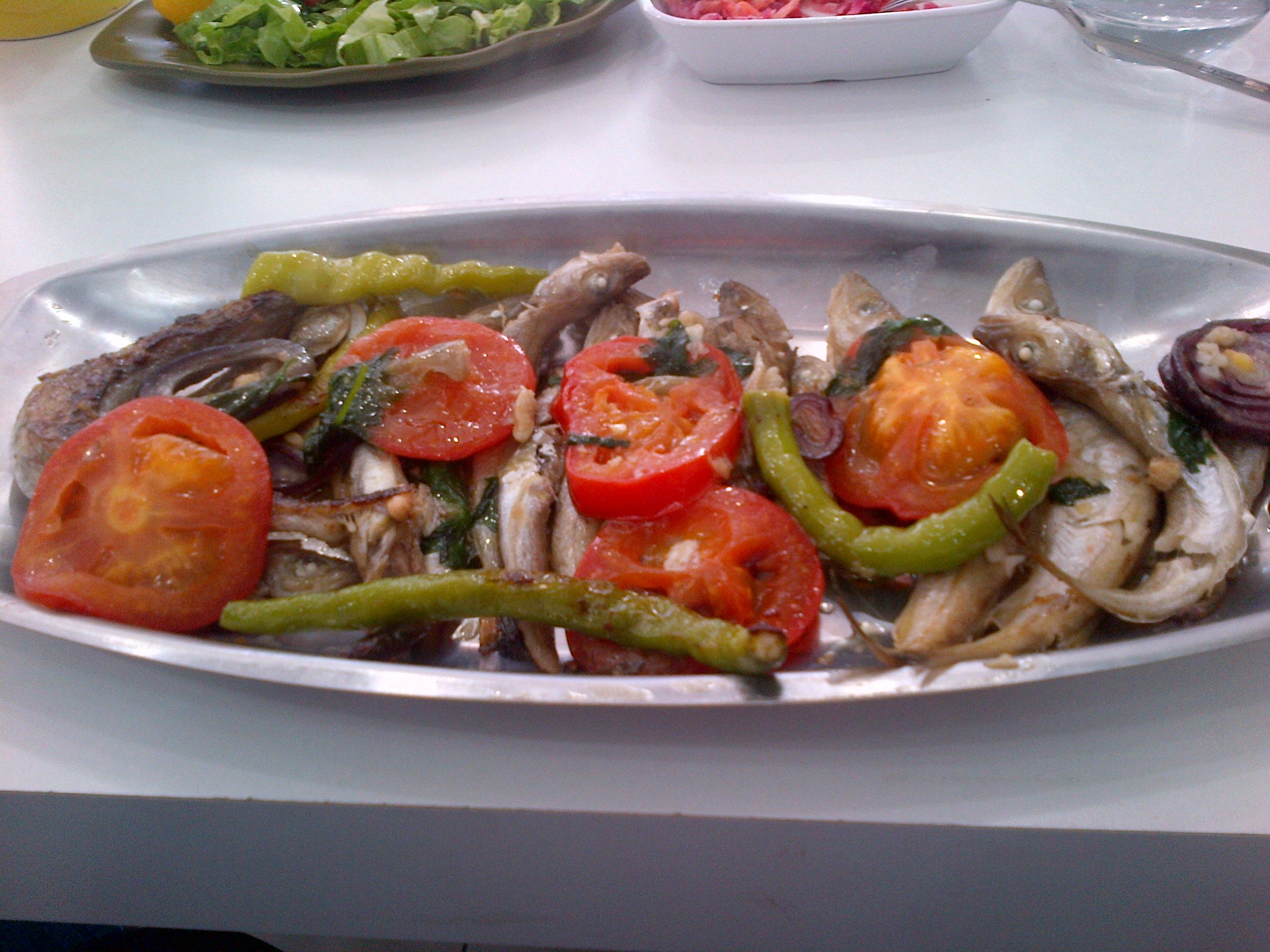
Mezgit çıtlatması, un plat de peix tìpic de Giresun